# بيت النميري (ملحان)

تعديل مصدري - تعديل

بيت النميري هي إحدى قرى عزلة باحش بمديرية ملحان التابعة لمحافظة المحويت، بلغ تعداد سكانها 402 نسمة حسب تعداد اليمن لعام 2004.